# Jeanne Mance
Jeanne Mance (12 de novembre de 1606 – 18 de juny de 1673) fou una infermera francesa que va colonitzar la Nova França. El 1642 va cofundar Mont-real, i va establir-hi el seu primer hospital, l'Hôtel-Dieu de Montréal, el 1645. Va dirigir-ne les operacions durant 17 anys.
La seva causa de beatificació va ser introduïda el 1959 a l'Arquebisbat de Mont-real, i des de llavors ha estat transmesa a la Congregació per a les Causes dels Sants al Vaticà. Dom Guy-Marie Oury va escriure una biografia per la seva causa de beatificació. El 7 de novembre de 2014, el papa Francesc va autoritzar que la Congregació per a les Causes dels Sants promulgués el decret reconeixent les virtuts heroiques de Jeanne Mance i fent-la venerable, el primer pas cap a la canonització.